# Aras
Отряд антитеррористических операций Aras (Орёл) Департамента полиции Литвы (лит. Lietuvos policijos antiteroristinių operacijų rinktinė „Aras“) — отдельное специальное антитеррористическое подразделение полиции Литвы.

## История
В январе 1991 года после перехода Вильнюсского ОМОНа в подчинение МВД СССР принято решение создать специальное подразделение при общественной полиции Литвы. Роты этого подразделения должны были располагаться в трёх важнейших городах Литвы — Вильнюсе, Каунасе, Клайпеде.
В апреле 1991 года данное специальное подразделение было переформировано в Подразделение быстрого реагирования Aras (по-русски — «Арас») полиции Литвы. В декабре того же года подразделение переподчинили напрямую министру внутренних дел Литвы, при этом были сформированы роты ещё в двух городах страны — Шяуляе и Паневежисе.
В 1993 году подразделение стало подшефным подразделением криминальной полиции Литвы получив новое название — Подразделение быстрого реагирования Aras криминальной полиции Литвы, в том же году была сформирована Алитусская рота.
В 2001 году в результате реформы полиции подразделение стало специализированным учреждением полиции Литвы.
В 2004 году переформировано в Подразделение антитеррористических операций Aras Департамента полиции Литвы, при этом его роты в Каунасе, Шауляе, Паневежисе, Алитусе были ликвидированы. В этом же году подразделение присоединилось к сети ATLAS.
В 2012 году подразделение полностью переведено под управление Департамента полиции Литвы.

## Задачи
Основные направления деятельности: силовая поддержка операций криминальной полиции Литвы и антитеррористическая деятельность:
- освобождение заложников;
- ликвидация угрозы взрывов;
- помощь правоохранительным структурам Литвы в задержании особо опасных вооружённых преступников;
- выполнение контрснайперского прикрытия особо важных лиц во время официальных визитов.

Подразделение Aras несёт ответственность не только за прямое противодействие террористическим атакам, но и активно участвует в их предотвращении. В функции подразделения входит и анализ информации угроз терроризма, подготовка различных межведомственных планов по ликвидации последствий террористических актов для всех государственных институтов.

## Вооружение и экипировка подразделения
Бойцы спецподразделения вооружены различными типами стрелкового оружия: штурмовыми винтовками Heckler & Koch G36K (так же с подствольными гранатометами AG36) и Heckler & Koch G36C, Steyr AUG A2, SIG SG 552 Commando, снайперскими винтовками PGM Ultima Ratio, PGM Hecate II, пистолетами-пулемётами Heckler & Koch MP5 и MP5SD, пистолетами Glock 17. Всё оружие оснащено различными коллиматорными прицелами и тактическими фонарями. Также используются дымовые и светошумовые гранаты и другие специальные средства.

## Структура
Подразделение включает в себя:
- Командование
- Отдел информации, анализа и переговоров
- Отдел поиска и ликвидации взрывчатых веществ
- Специальный отряд — три роты, одна из которых расположена в портовом городе Клайпеда
- Специализированные группы разведки, снайперов, альпинистов, боевых пловцов, профессиональных переговорщиков.

## Интересные факты
Жёлтый цвет эмблемы спецподразделения свидетельствует о его изначальном отношении к подразделениям криминальной полиции, но позже отряд стал выполнять более широкие задачи.